# Cycloderma
Cycloderma – rodzaj żółwi z rodziny żółwiakowatych (Trionychidae).

## Zasięg występowania
Rodzaj obejmuje gatunki występujące w Afryce (Kamerun, Republika Środkowoafrykańska, Gabon, Kongo, Demokratyczna Republika Konga, Tanzania, Malawi, Angola, Zimbabwe i Mozambik).

## Systematyka

### Etymologia
- Cycloderma: gr. κυκλος kuklos „krąg, koło”[7]; δερμα derma, δερματος dermatos „skóra”[8].
- Aspidochelys: gr. ασπις aspis, ασπιδος aspidos „tarcza”[9]; χελυς khelus „żółw rzeczny”[10]. Gatunek typowy: Aspidochelys livingstonii J.E. Gray, 1860 (= Cycloderma frenatum Peters, 1854).
- Heptathyra: gr. ἑπτα hepta „siedem”[11]; θυρα thura „wejście, drzwi”[12]. Gatunek typowy: Cryptopus aubryi A.M.C. Duméril, 1856.

### Podział systematyczny
Do rodzaju należą następujące gatunki: 
- Cycloderma aubryi (A.M.C. Duméril, 1856)
- Cycloderma frenatum Peters, 1854